# 斜倾岗梯田
斜倾岗梯田，又称射雀岗畈梯田，位于中国浙江省宁波市海曙区横街镇爱中村石岭自然村射雀岗岭董家屋后山岙中，于宋代开垦，从山顶而下，至爱中村董家屋，并围至南边山岙，原属石岭人所有，大致呈东西向，沿山岙中古道两侧用乱石坎层砌而成，层坎基本为圆弧形，原为稻田，现为旱作庄稼田，2010年9月公布为鄞州区文物保护单位:341，2018年12月28日因行政区划调整公布为海曙区文物保护单位。